# Globus-Cosmos
Pour les articles homonymes, voir Globus (homonymie).
Globus-Cosmos est un groupe suisse actif dans le domaine touristique.